# Светлое (Костанайская область)
Светлое (каз. Светлый) — упразднённое село в Карабалыкском районе Костанайской области Казахстана. Исключено из учётных данных в 2023 году. Входило в состав Михайловского сельского округа. Находится примерно в 23 км к западу от районного центра, посёлка Карабалык. Код КАТО — 395047300.

## География
В 7 км к западу находится озеро Белокаменное, в 5 км южнее — Светлое.

## Население
В 1999 году население села составляло 194 человека (99 мужчин и 95 женщин). По данным переписи 2009 года, в селе проживало 96 человек (48 мужчин и 48 женщин).